# Bélégré
Bélégré är en ort i Burkina Faso.   Den ligger i provinsen Bazega Province och regionen Centre-Sud, i den centrala delen av landet, 40 kilometer söder om huvudstaden Ouagadougou. Bélégré ligger 323 meter över havet och antalet invånare är 1 016.
Terrängen runt Bélégré är platt. Närmaste större samhälle är Kombissiri, 5,1 kilometer nordost om Bélégré.
Trakten runt Bélégré består till största delen av jordbruksmark. Runt Bélégré är det ganska tätbefolkat, med 120 invånare per kvadratkilometer.